# 六本木心中/ラヴ・イズ・オーヴァー
「六本木心中／ラヴ・イズ・オーヴァー」（ろっぽんぎしんじゅう／ラヴ・イズ・オーヴァー）は、JUJUの32枚目のシングル。2016年9月21日にソニー・ミュージックアソシエイテッドレコーズから発売された。

## 概要
2016年10月26日発売のカバーアルバム『スナックJUJU 〜夜のRequest〜』からの先行シングル。
初回生産限定盤はCDとDVDの2枚組。付属のDVDには2015年の『JUJU ARENA TOUR 2015 ジュジュ苑 10th Anniversary Special -JUJU’s cover song selection-』からダイジェストとしてライブ映像を4曲収録した。
両A面ともカバー曲であり、アン・ルイスの1984年の楽曲「六本木心中」と、欧陽菲菲の1979年の楽曲「ラヴ・イズ・オーヴァー」を収録。

## 収録曲
Disc1
1. 六本木心中
  - 作詞：湯川れい子 / 作曲：NOBODY / 編曲：亀田誠治
  - アン・ルイスの1984年のシングルをカバー。
  - 2016年9月16日より先行配信[2]。
2. ラヴ・イズ・オーヴァー
  - 作詞・作曲：伊藤薫 / 編曲：松浦晃久
  - 欧陽菲菲の1979年のシングルをカバー。
  - 第一興商「DAM-G100XⅡ」スナックJUJU篇 CMソング[3]

DISC 2（初回生産限定盤DVD）
- 『JUJU ARENA TOUR 2015 ジュジュ苑 10th Anniversary Special -JUJU’s cover song selection-』よりダイジェスト映像を収録。

1. シングル・アゲイン
2. 誰より好きなのに
3. ANNIVERSARY
4. 糸